# Kadaura
Kadaura är en ort i Indien.   Den ligger i distriktet Jālaun och delstaten Uttar Pradesh, i den centrala delen av landet, 400 km sydost om huvudstaden New Delhi. Kadaura ligger 137 meter över havet och antalet invånare är 13 784.
Terrängen runt Kadaura är mycket platt. Runt Kadaura är det tätbefolkat, med 286 invånare per kvadratkilometer. Närmaste större samhälle är Kālpi, 18,0 km nordväst om Kadaura. Trakten runt Kadaura består till största delen av jordbruksmark.